# OpenX
OpenX Software Ltd., plus couramment OpenX, est une entreprise américaine de publicité programmatique, créée en 2008. Elle a développé une plateforme de technologie intégrée qui combine un adserver et du Real Time Bidding (enchère en temps réel en anglais),.
Cette société américaine s'est notamment fait connaître en France, au début des années 2010 et alors qu'elle venait d'être créée quelques années auparavant, en prenant en charge la régie publicitaire d'Orange, en lieu et place de DoubleClick, filiale de Google,,,,